# Cryptandra graniticola
Cryptandra graniticola är en brakvedsväxtart som beskrevs av B.L. Rye. Cryptandra graniticola ingår i släktet Cryptandra och familjen brakvedsväxter. Inga underarter finns listade i Catalogue of Life.